# Ashok Amritraj
Ashok Amritraj, född 22 februari 1957 i Madras, Indien, är en indisk filmproducent och ambidexter tidigare professionell tennisspelare.
Ashok Amritraj är den yngsta av de tre tennisspelande bröderna Vijay Amritraj, Anand Amritraj och Ashok. Alla tre var tennisproffs aktiva under 1970- och 1980-talen. Ashok flyttade som proffsspelare till USA 1975 och hade en måttligt framgångsrik karriär men förblev utan individuella titlar på proffstouren.
År 1981 började han en framgångsrik karriär som filmproducent i Hollywood och chef för Hyde Park Entertainment. Ashok har producerat cirka 80 filmer, däribland Bandits, Bringing Down the House och Helens små underverk.

## Filmografi (urval)
- 2007 – Death Sentence
- 2004 – Helens små underverk
- 2003 – Bringing Down the House
- 2001 – Bandits